# Računalnikar
Računalnikar (tudi računalničar) je oseba, ki največ deluje in proučuje na področju računalništva. Njegovo delo vključuje tudi programiranje ter razna raziskovanja.